# Ropica signatoides
Ropica signatoides là một loài bọ cánh cứng trong họ Cerambycidae.